# Brighten
Brighten è il terzo album in studio da solista del chitarrista e cantante statunitense Jerry Cantrell, pubblicato nel 2021.

## Tracce
Testi e musiche di Jerry Cantrell, eccetto dove indicato.
1. Atone – 4:13
2. Brighten – 4:45
3. Prism of Doubt – 3:52
4. Black Hearts and Evil Done – 6:02
5. Siren Song – 5:00
6. Had to Know – 5:02
7. Nobody Breaks You – 5:03
8. Dismembered – 4:51
9. Goodbye – 1:54 (Elton John, Bernie Taupin)

## Formazione
- Jerry Cantrell – voce, chitarra, basso, tastiera
- Greg Puciato – cori
- Duff McKagan – basso
- Gil Sharone – batteria
- Abe Laboriel Jr. – batteria
- Tyler Bates – archi, percussioni, chitarra
- Vincent Jones – piano, tastiera, archi
- Jordan Lewis – piano
- Michael Rozon – pedal steel
- Lola Bates – cori